# Wiera Korsakowa
Wiera Wasiljewna Korsakowa (ros. Вера Васильевна Корсакова, ur. 17 października 1920 we wsi Lipowka w powiecie rosławskim w guberni smoleńskiej, zm. 18 listopada 2022 w Nowosybirsku) – radziecka robotnica i polityk, przodownica pracy, Bohater Pracy Socjalistycznej (1966).

## Życiorys
Miała wykształcenie niepełne średnie. Przeniosła się do Nowosybirska, gdzie pracowała przy budowie fabryki obuwia (podlegającej następnie Ministerstwu Przemysłu Lekkiego RFSRR), później została w niej zatrudniona jako krajacz, później mistrz szkolenia przemysłowego i technolog krojowni. Była deputowaną do Rady Najwyższej RFSRR dwóch kadencji i członkinią Zajelcowskiego Komitetu Rejonowego KPZR. W 1976 przeszła na emeryturę. Prowadziła aktywną działalność propagandową wśród młodzieży w swoim kolektywie. Zmarła w wieku 102 lat i została pochowana na Cmentarzu Zajelcowskim w Nowosybirsku.

## Odznaczenia
- Medal Sierp i Młot Bohatera Pracy Socjalistycznej (9 czerwca 1966)
- Order Lenina (9 czerwca 1966)
- Order Znak Honoru (7 marca 1966)
- Medal „Za pracowniczą dzielność” (22 stycznia 1944)